# Leche materna

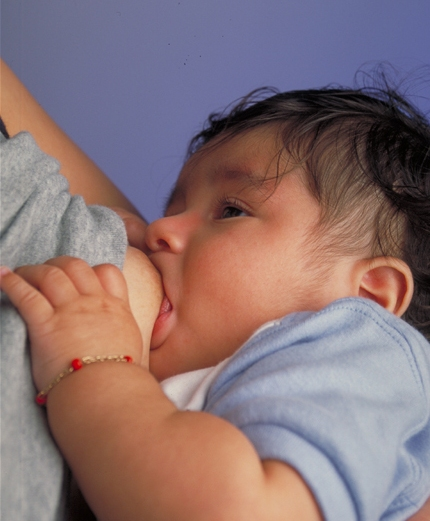
Un niño amamantándose con leche materna

Símbolo Internacional de la Lactancia

La leche materna humana es el alimento natural producido por la madre para alimentar su recién nacido. La OMS la recomienda como alimento exclusivo para el lactante hasta los 6 meses de edad, y con alimentación complementaria al menos hasta los 2 años de edad, ya que contiene todos los nutrientes necesarios para su correcto crecimiento y desarrollo. Además contiene inmunoglobulinas y otras sustancias que protegen al bebé frente a infecciones y contribuye a estrechar el vínculo madre-hijo, favoreciendo un adecuado desarrollo psicomotor. Las infecciones y alergias son más raras en los niños criados a pecho que en los alimentados con biberón. Si bien es cierto que el niño viene al mundo protegido con anticuerpos, esta protección desaparece al nacer y las inmunoglobulinas o anticuerpos presentes en la leche materna ocupan su lugar y le protegen hasta que su propio cuerpo los genera. El bebé recibe la primera leche durante los primeros días de vida, esta leche, también llamada calostro es muy nutritiva, espesa y amarillenta, proporciona anticuerpos importantes que fortalecen su sistema inmunológico y revisten la pared intestinal.

## Producción de leche
Para que la mujer pueda producir leche materna debe estar bajo la influencia de las hormonas prolactina y oxitocina. La prolactina es la encargada de que haya producción de leche y la oxitocina desencadena la eyección (salida) de la leche. 
Puede ser muy peligroso que se les recomiende a las madres tomar o comer algún alimento en particular para producir buena leche. Esto es un mito, sin embargo, la producción depende únicamente del estímulo que realiza el bebé al succionar. Cada vez que las glándulas mamarias se vacían, éstas generan más leche y, por lo tanto, a mayor succión habrá más producción de leche. Lo que ayuda también a producir leche es estar relajada, el estrés tiende a bajar la producción, así que se recomienda estar en un ambiente relajado cuando se va a lactar.
La primera leche elaborada por la persona después del parto y durante los primeros cuatro días se llama calostro, caracterizada por su alta concentración de inmunoglobulinas, que cubren y protegen el tracto gastrointestinal del recién nacido. Esto ayuda a protegerlo hasta que su propio sistema inmunológico funcione correctamente. Tiene también un efecto laxante suave que facilita la expulsión de meconio, lo que ayuda a prevenir la acumulación.

## Lactancia inducida
Sin embargo, la producción de leche puede ser «artificial» e intencionalmente inducida en la ausencia de embarazo en la mujer. A esto se le llama lactancia inducida mientras que una mujer que ha amamantado antes y empieza de nuevo se le llama relactancia. Esto puede hacerse periódicamente por la succión de los pezones (varias veces al día), masajeando y apretando los senos de la mujer o con ayuda adicional de uso temporal de drogas que inducen la lactancia como la antagonista de la Dopamina la Domperidona.
En principio, con gran paciencia y perseverancia es posible inducir la lactancia por solo realizar succión en los pezones. No es necesario que la mujer haya estado embarazada, e incluso puede estar bien en su período posmenopáusico.

## Composición
La leche materna es un fluido cambiante ya que se va adaptando a los requerimientos del lactante a lo largo del tiempo, en función de las necesidades energéticas y del desarrollo del recién nacido. Es así como su composición va sufriendo variaciones a lo largo de la lactancia y también durante el día. Entre las sustancias que tienen variaciones circadianas están los nucleótidos, algunos tienen su acrofase durante el día y otros durante la noche.
Aunque las propiedades exactas integradas en la leche materna no son completamente conocidas, el contenido nutritivo después de este período es relativamente constante y obtiene sus ingredientes del suministro de alimentos consumidos de la madre. Si aquel suministro decrece, el contenido se obtiene de las reservas corporales de la madre. La composición exacta de leche materna varía de día en día, de toma a toma, inclusive dependiendo de si es de día o de noche, según el consumo de alimentos, el ambiente, la edad del bebé… También ha de ser tenido en cuenta que la proporción de agua y grasa fluctúa. La leche liberada al principio de una comida, es acuosa, baja en grasa y alta en carbohidratos, mientras que la del final de la toma es más rica en grasas, siendo por ello más saciante. La mama nunca puede ser realmente «vaciada» ya que la producción de leche es un proceso biológico continuo: a mayor succión del bebé, mayor producción de leche. 
Aunque en la actualidad sea recomendada mundialmente, a mediados del siglo XX la práctica de amamantamiento con leche materna pasó por un período en la que se la consideraba fuera de moda y se empleaban leches artificiales que inclusive fueron consideradas superiores a la leche materna.
Sin embargo, actualmente se reconoce que no hay ninguna fórmula comercial que pueda igualar a la leche materna. Además de las cantidades apropiadas de carbohidratos, proteínas y grasas, la leche materna también proporciona vitaminas, minerales, enzimas digestivas y hormonas, es decir, todos los nutrientes que un infante en desarrollo requerirá. La leche materna también contiene anticuerpos de la madre que pueden ayudar al bebé a evitar infecciones, denominados inmunoglobulinas. Sólo en el caso de que una mujer sea incapaz de amamantar a su niño por hipogalactia (la verdadera hipogalactia únicamente ocurre en aproximadamente un 2 % de las mujeres) u otra razón médica grave (algunas enfermedades contagiosas como el sida o algunos tipos de hepatitis, el consumo de estupefacientes, alcohol o medicamentos verdaderamente incompatibles) se le debería recomendar el uso de un sustituto artificial, puesto que la leche de vaca u otro animal puede ocasionar graves alergias en niños menores de un año.

### Sustancias contenidas en la leche
Además de nutrientes, agua, enzimas y hormonas contenidas en la leche de la madre, al hijo también se pueden transferir, mediante la lactancia, medicamentos o sustancias tóxicas, como el alcohol, o algunas enfermedades y virus patógenos.
Asimismo, está ampliamente demostrada la presencia de alérgenos alimentarios en la leche humana, tales como proteínas de huevo, de gluten (contenidas en el trigo, la cebada, el centeno, la avena, y todos sus híbridos), de leche de vaca y de cacahuete. En general, las concentraciones se relacionan con la cantidad del alimento ingerido por la madre. Los alérgenos pasan con rapidez a la leche materna, en los minutos posteriores a la ingesta, y pueden permanecer durante varias horas.
Se ha sugerido que esta exposición a alérgenos alimentarios a través de la lactancia induce la tolerancia en el bebé, si bien actualmente no se ha establecido cómo y cuándo exponer a los bebés a los alérgenos alimentarios potenciales con el objetivo de inducir la tolerancia o prevenir el desarrollo de sensibilizaciones posteriores.
En el caso del gluten, actualmente se ha demostrado que ni la exposición temprana al gluten ni la duración de la lactancia materna previenen el riesgo de desarrollar la enfermedad celíaca, si bien el retraso en la introducción del gluten se asocia con un retraso en la aparición de la enfermedad. Esto contradice las recomendaciones dictadas en 2008 por la Sociedad Europea de Gastroenterología Pediátrica (ESPGHAN por sus siglas en inglés) para las familias de niños con riesgo de desarrollar la enfermedad celíaca, que consistían en introducir gradualmente pequeñas cantidades de gluten en la dieta durante el período comprendido entre los 4 a 7 primeros meses de vida, mientras se mantenía la lactancia materna. La genética de riesgo (presencia de los haplotipos HLA-DQ2, HLA-DQ8 o alguno de sus alelos) es un importante factor que predice la posibilidad de desarrollar la enfermedad celíaca.

## Elaboración
Existen algunos componentes de la leche que se elaboran a partir de otras sustancias ya presentes en el organismo, como por ejemplo:
- Lípidos sintetizados a partir de ácidos grasos.
- Lactosa, sintetizada a partir de glucosa
- Proteínas, sintetizadas a partir de los aminoácidos.

Otros elementos son transportados directamente del plasma sin modificación alguna.

## Beneficios
El consumo de leche materna produce beneficios para el recién nacido y su madre, adicionalmente. Por sus connotaciones psicológicas, no se ha obtenido sustituto que la iguale.

### En el bebé para prevenir enfermedades
- Tiene la proporción ideal de nutrientes.
- El acto de amamantar crea y mejora la relación madre-hijo.
- Tiene también otros no-nutrientes como factores de crecimiento cerebral
- El apego a la madre.

La digestión de la leche materna es más fácil y eficiente. La grasa de la leche materna incluye una lipasa, enzima que ayuda a digerir la leche.
- Transmite inmunidad pasiva
- Provee al bebé de alimento por sus primeros 6 meses de vida
- Disminuye la gravedad de las alergias
- Disminuye el riesgo de infecciones respiratorias, digestivas, de las vías aéreas superiores y de otitis
- Disminuye considerablemente el riesgo de muerte súbita
- Disminuye el riesgo de obesidad
- Disminuye el riesgo de diabete de tipo 1 y 2, de linfoma, hipercolesterolemia y de asma del futuro adulto
- La leche materna protege al niño de enfermedades de la piel...

### En la madre
- Evita hemorragias después del parto.
- Reduce las posibilidades de adquirir cáncer de mama y de ovario.
- Mejora la mineralización ósea
- La prolactina le ayuda a conciliar rápidamente el sueño.
- Ayuda a perder peso.
- El contacto continuo con el bebé ayuda psicológicamente a la madre en el postparto.

### Para la familia
- Promoción del buen trato
- Favorece del vínculo padres, madre e hijo, permitiendo un adecuado desarrollo afectivo, social y cognitivo en el niño
- Disminución del costo de inversión en la crianza de los hijos
- Menor ausentismo laboral por causa de enfermedad en el hijo

### Para la sociedad
- Mayor productividad
- Recurso económico
- Disminución de la morbilidad y mortalidad infantil
- Ahorro de energía por producción, distribución de sucedáneos de leche humana
- Ahorro por disposición de residuos sólidos
- Disminución de los costos en salud para atención médica por la prevención de enfermedades materno- infantiles.

### Aspectos prácticos
- La leche materna está relativamente siempre disponible para el bebé
- La leche materna está siempre a 37 °C
- La cantidad de leche producida se adapta a las necesidades del bebé

Método Canguro y Lactancia Materna
La prematurez y bajo peso son problemas de salud pública, ya que constituyen la primera causa de hospitalización y muerte de neonatos y generan problemas que en situaciones posteriores llevan a la muerte o producen consecuencias y secuelas a largo plazo.
Se denomina Método madre Canguro al manejo ambulatorio de niños prematuros y de bajo peso, el cual surgió en Colombia planteado por los doctores Edgar Rey y Héctor Martínez, debido a la carencia de insumos para su atención, así como por el gran número de infantes prematuros expuestos a un manejo hospitalario inadecuado y de procedimientos invasivos.
Se basa en la tríada amor, calor y leche materna, que asegura atención más humanizada, de calidad y con menores riesgos, en especial en aquellos niños que nacen enfermos o con condiciones de sobrevida menos adecuadas, debe evitarse romper el vínculo del cordón umbilical sin haber establecido el de la lactancia materna, con el fin de asegurar que a través del contacto piel a piel durante por lo menos 30 minutos, se garantice y mantenga en la madre su instinto de protección y se logre mejor adherencia al tratamiento del hijo, independientemente del tiempo que tuviese que permanecer hospitalizado.
Ventajas del sistema madre canguro
Las ventajas de este sistema son innumerables, tales como:
•	Disminución en la atención tradicional que, además, resulta más cara, agresiva y traumática.
•	Aumenta la práctica de la lactancia materna, asegurando con ello el mejor alimento y crecimiento armónico, con todas las ventajas inmunológicas, digestivas, nutritivas, hormonales y electrolíticas que proporciona.
•	Mantiene el contacto piel con piel.
•	Atención más humanizada del recién nacido.
•	Disminuye riesgos hospitalarios como infecciones y de manejo invasivo.
•	Mejora el pronóstico y la calidad de vida 
•	Incorpora rápidamente al niño a su familia.
•	Asegura mejor adherencia al control del niño sano, además de que los padres se sienten más seguros para otorgar sus cuidados.

## Secreción de leche materna
Para que ocurra la secreción láctea el bebé debe estimular el pezón. Para producir este estímulo en las glándulas mamarias de la madre, el bebé realiza un acto instintivo de succión que produce que la hipófisis anterior libere la hormona prolactina, desencadenando la secreción de la leche. Cuanta más cantidad de leche tome el bebé, mayor será la estimulación de la hipófisis anterior y por ende se producirá más PRL y más leche producirá la madre. Asimismo, la succión del pezón también estimula la neurohipófisis, liberando la hormona oxitocina. Su liberación da lugar al reflejo de eyección de la leche. Esto se debe a que la oxitocina estimula la contracción de los conductos galactóforos. 
La Lactancia no debe ser dolorosa, para ello es necesario que la Madre se coloque en una posición cómoda y a su vez que coloque al bebé en una posición cómoda también, de manera que queden frente a frente, la madre debe sentir cómo se vacían sus senos y se vuelven a llenar, es importante mantener lubricados los pezones para evitar grietas causadas por la saliva del bebé.

### Lactogénesis
Es el proceso por el cual comienza la secreción láctea. Esta se establece entre las 24 horas y el 6.º día del postparto y como consecuencia de la intervención de la PRL (Prolactina), indispensable para la producción de la leche. También es necesario y contribuye el bajo nivel de estrógeno. Antes del parto los niveles de PRL aumentan progresivamente, pero los estrógenos de origen placentario bloquean la actividad secretora del epitelio glandular por lo cual, pese a que las mamas generan leche materna desde la pubertad, de ella no se extrae leche hasta la maternidad, si bien el mantenimiento de la lactancia requiere principalmente un mantenimiento de la succión periódica del pezón, por lo que es posible que una madre adoptiva, sin haber concebido nunca, amamante a su hijo adoptado. La caída del nivel de estrógenos ocurre tras el parto y tiene como consecuencia el desbloqueo del tejido mamario.

### Galactopoyesis
También llamada lactopoyesis, es el transporte de la leche desde su lugar de producción (alvéolos), a través de los conductos galactóforos, hasta los pezones, desde donde podrá ser succionada por el neonato, por un simple efecto de presión negativa. La hormona fundamental de este proceso es la oxitocina, que se produce en la hipófisis posterior.

### Métodos alternativos para la extracción de leche
En algunos casos, la madre produce mayor cantidad de leche de la consumida por su hijo. Esto crea incomodidad en la mama, e incluso puede derivar en una mastitis, por tanto se hace imprescindible la extracción de la misma. Esta situación se llama ingurgitación. La leche se puede extraer, bien de forma manual, con movimientos de "ordeñe", o bien ayudándose con un aparato, llamado sacaleche, que imita la succión producida por el bebé. Esta leche extraída puede ser consumida más tarde o donarla.
Dada la importancia de la leche materna, es útil saber que se puede congelar, durante 6 meses o más, o mantener en el refrigerador, durante 24 horas, para posteriormente ofrecerlo al bebé mediante biberón, cucharilla, jeringa (sin aguja) o bien en un vasito cuando la madre está ausente. Para bebés pequeños, las mejores opciones son las que evitan el uso del biberón. De este modo se evita la confusión tetina-pezón, que puede provocar que el niño acabe rechazando el pecho de la madre, o modifique la posición de la boca al mamar, lo cual podría producir grietas y otras complicaciones. Sacar la leche sobrante es el método usado para donar leche materna de madres con sobreproducción.

## Comparación con otras leches
Todas las especies de mamíferos producen leche. Pero su composición varía según los requerimientos de cada especie.
La leche entera de la vaca no contiene (de forma natural) suficiente vitamina E, hierro ni ácidos grasos esenciales. Por otro lado, contiene excesivas cantidades de proteínas, sodio y potasio, que pueden dañar los riñones inmaduros del infante. Además, las proteínas y la grasa en la leche de la vaca entera resultan más difíciles de absorber para un bebé que las de la leche materna. La leche condensada puede ser más fácil de digerir debido al tratamiento de la proteína, pero sigue sin ser nutricionalmente adecuada. Además se debe considerar que hay niños intolerantes a la lactosa o alérgicos a uno o varios constituyentes de la leche de vaca.